# Pierowo (rejon wiaznikowski)
Pierowo (ros. Перово) – wieś (dieriewnia) w Rosji, w obwodzie włodzimierskim, w rejonie wiaznikowskim. W 2010 liczyła 252 mieszkańców.